# تشارلي كريستي
تشارلي كريستي (بالإنجليزية: Charlie Christie)‏ (30 مارس 1966 بإنفرنيس في المملكة المتحدة - ) هو مدرب كرة قدم ولاعب كرة قدم بريطاني في مركز الوسط. لعب مع نادي إنفرنيس ونادي سلتيك وإنفيرنس ثيسل ‏ وCaledonian F.C. ‏.

## وصلات خارجية
- تشارلي كريستي على موقع قاعدة بيانات كرة القدم.إي يو (الإنجليزية)
- تشارلي كريستي على موقع Soccerbase.com (مدرب) (الإنجليزية)